# Вага (мјерни инструмент)
Вага (њем. Waage), кантар (рум. cântar) или теразије (тур. terazi), инструмент за мјерење масе (тежине) тела. Као вага најчешће служи круто тело обешено изнад или подупрто испод свог тежишта, тако да се може окретати око водоравне осе. Полужна вага има једнаке кракове, док кантар нема једнаке кракове (вага у којој је однос кракова 1 : 10 назива се децималном вагом, а ако је 1 : 100 центезималном вагом). Ваге које се заснивају на законима полуге мере масу тела, а ваге које се заснивају на опругама мере тежину тела.

## Историјат ваге
У петом миленијуму п. н. е. пронађене су прве ваге у праисторијским гробницама Египта и први тегови у Месопотамији. Ваге се налазе насликане на папирусу 2000 година прије наше ере и то су висеће ваге направљене од ужета. Бронзани фрагменти откривени у централној Немачкој и Италији коришћени су током бронзаног доба као рани облик новца. У истом временском периоду, трговци су користили стандардне тегове еквивалентне вредности између 8 и 10,5 грама од Велике Британије до Месопотамије.
Примери, који датирају од око 2400–1800. п. н. е., такође су пронађени у долини реке Инд. Униформне, углачане камене коцке откривене у раним насељима вероватно су коришћене као тегови на балансним вагама. Иако коцке немају ознаке, њихове масе су вишеструки умношци од заједничког делиоца. Коцке су направљене од много различитих врста камења различите густине. Јасно је да је њихова маса, а не величина или друге карактеристике, била фактор у обликовању ових коцки.
У Кини, најранија вага ископана је из гробнице државе Чу из периода кинеских зараћених држава која датира из 3. до 4. века пре нове ере у планини Цуођагонг близу Чангша, Хунан. Вага је направљена од дрвета и коришћени су бронзани тегови.
Варијације на балансној ваги, укључујући уређаје попут јефтиног и непрецизног бисмара (вага са неједнаким крацима), почеле су да задобијају ширу примену од око 400 година п. н. е. од стране многих малих трговаца и њихових купаца. Мноштво варијанти вага које се могу похвалити предностима и побољшањима једна у односу на другу појављује се током забележене историје, при чему су велики проналазачи као што је Леонардо да Винчи лично допринели у њиховом развоју.
Етрурци их 500 година п. н. е. усавршавају. Код Римљана се срећу кантари, а алхемичари у ренесанси тачност и осјетљивост вага усавршавају до завидних нивоа. Француз Јоаким де Розентал Роме је 1669. године конструисао панелвагу код које је, за прецизност мјерења, било небитно мјесто на које постављен мјерени предмет. Филип Матеус Хан је 1763. саградио вагу са екраном на коме се директно читала маса. Децималне и остсле скале на вагама настала су у првој половини 19. века. Већ око 1850. године покушано је да се измјерене вриједности аутоматски и штампају. 1895 у Сједињеним Америчким Државама се већ аутоматски приказивале и штампале маса и цијена мјереног.

## Два основна принципа рада вага
- Ваге на опругу непосредно мјере тежину тијела упоређујући дужине истегнућа опруге о коју је мјерено тијело закачено
- Ваге на крак упоређују масу неког тијела са масом утега као јединицом, користећи полугу и закон момента силе, који каже да производи крака силе и силе са обе стране ослонца полуге морају бити једнаки да би се постигла равнотежа.[12] Могу бити:
  - Равнокраке. Ове ваге имају ослонац полуге на средини. Код њих се према углу скретања или уравнотежености двију маса, упоређује тражена маса тијела са познатом тежином тега. За научне сврхе служе углавном различити типови равнокраких вага са великом осјетљивошћу. (ваге за физичка мјерења, аналитичке ваге итд.) Стона (кухињска ) вага је обично равнокрака плуга.
  - Разнокраке. Ове ваге служе за свакодневну употребу код које није потребна велика тачност мјерења. Једна од ових вага је кантар (римска вага). То је двокрака разнокрака полуга с теретом на краћем краку и покретним тегом на дужем; децимална вага служи за мјерење већих терет; нагибна вага или вага с казаљком – код ње се дужи крак угаоне полуге креће дуж кружне скале с подеоцима када терет дејствује на краћем краку.[13][14]

## Врсте вага
- Механичке ваге са механичким деловима и склоповима
- Електро-механичке ваге које поред механичких садрже и електричне дјелове
- Електронске ваге имају електронске дјелове за мјерење и показивање резултата
- Дигиталне ваге имају показивање у виду бројева (дигит)

## Врсте вага према намени
- ваге за купатила или кућне ваге за мјерење телесне тежине
- поштанске ваге за мјерење тежине поштанских пошиљки
- кран вага са краном како би се могла измјерити већа или мања тежина од тега
- брзе индустријске ваге за мјерења током процеса производње у серијској производњи
- торзионе ваге са опругом
- кухињске ваге за мјерење састојака при припремању јела и пецива
- ваге за бебе са додатком у облику лежаја за мјерење беба
- апотекарске ваге, прецизне ваге за мјерење апотекарских састојака за справљање лекова и препарата
- децималне ваге прецизне ваге за мјерење релативно мање тежине
- ваге за велике терете, ваге на које се могу "натерати" возила или приколице пре и после утовара-истовара[13]

## Полужна вага
Полужна вага, обична вага или вага једнаких кракова у ствари је полуга једнаких кракова. На крајевима кракова налазе се посуде за терет и утег. Према томе, за полужну вагу вреди исти услов равнотеже као и за обичну полугу. Услов за равнотежу на полузи је да алгебарски збир момената силе буде једнак нули. Тај услов равнотеже вреди без обзира да ли на полугу делују две силе или више њих"
{\displaystyle M_{1}=F_{1}\cdot D_{1}=F_{2}\cdot D_{2}=M_{2}\!}
Ако на такво круто тело на удаљеностима 1 и 2 (кракови ваге) делују тежине 1 и 2, оно ће бити у равнотежи када је  (оно ће бити у равнотежи када је F = mg, где је m маса, а g убрзање (акцелерација) силе теже, следи:
{\displaystyle m_{1}\cdot D_{1}=m_{2}\cdot D_{2}}
те се тако вагањем, то јест поређем с нормираним утезима, може одредити маса предмета који се важе.
Свака вага мора бити прецизно израђена, стабилна и осетљива. Вага је прецизно израђена ако су јој оба крака једнако дуга и тешка, а посуде једнако тешке (с врло малим одступањима). Вага је стабилна ако се полуга чим се помакне из водоравног положаја враћа натраг у првобитни положај након извесног њихања. Да би се то постигло, тежиште ваге мора бити испод ослонца, јер у том случају настаје момент силе који вагу враћа натраг. Осетљивост ваге је то већа што су кракови дужи и лакши и што је тежиште ближе ослонцу. Међутим, тај услов није лако постићи, јер што су кракови дужи то су и тежи. Стога се полуга израђује од лаког материјала, на пример алуминијума, а осим тога је обично и шупља. Ако се посматра полуга не осврчући се на њену тежину, то јест ако се тежина полуге не узима у прорачун, каже се да је то математичка полуга, а ако се тежина полуге узима у обзир, назива се физичка полуга.

## Галерија
- Кантар из околине Пирота са посудом за мерење
- Кантар из околине Пирота са куком за мерење
- Кухињска електронска вага
- Вагица кухињска 10 кг из 1979. године
- Кантари за мерење из Музеја науке и технике у Београду
- Теразије "Баги" из Музеја науке и технике у Београду
- Кухињска вага из око 1900.г. из Музеја науке и технике у Београду
- Вага из збирке Музеја науке и технике у Београду
- Апотекарска вага "Бауарт"
- Вага са теговима поређаним по величини
- Кућна или купатилска вага, механичка торзиона, за мерење телесне тежине
- Вагица кућна за мерење тежине дигитална из 2023.године